# 賴姆薩

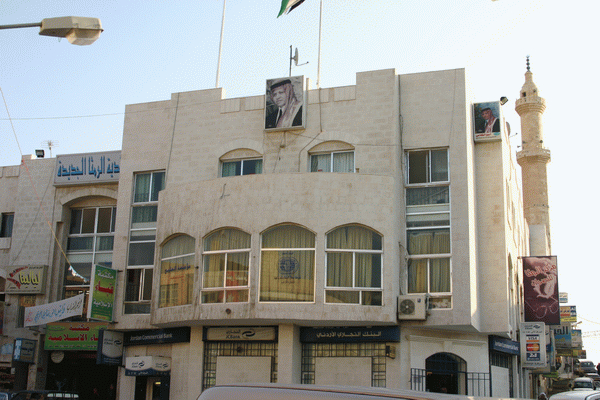

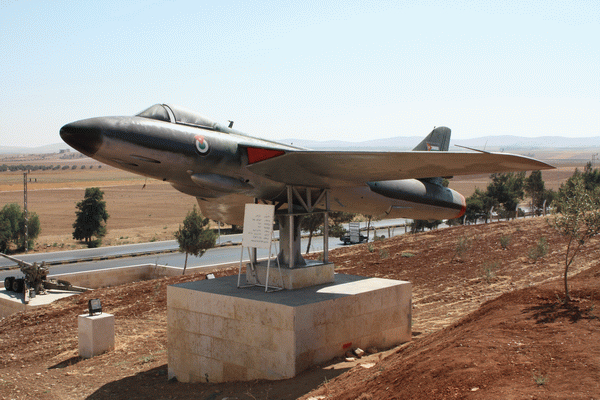

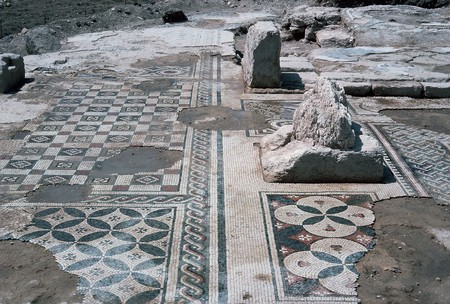

賴姆薩是約旦的城市，位於該國西北部，由伊爾比德省負責管轄，面積40平方公里，主要經濟活動有商業和進出口貿易，2010年人口120,365。